# Vulpia myuros
Vulpia myuros là một loài thực vật có hoa trong họ Hòa thảo. Loài này được (L.) C.C.Gmel. miêu tả khoa học đầu tiên năm 1805.

## Hình ảnh

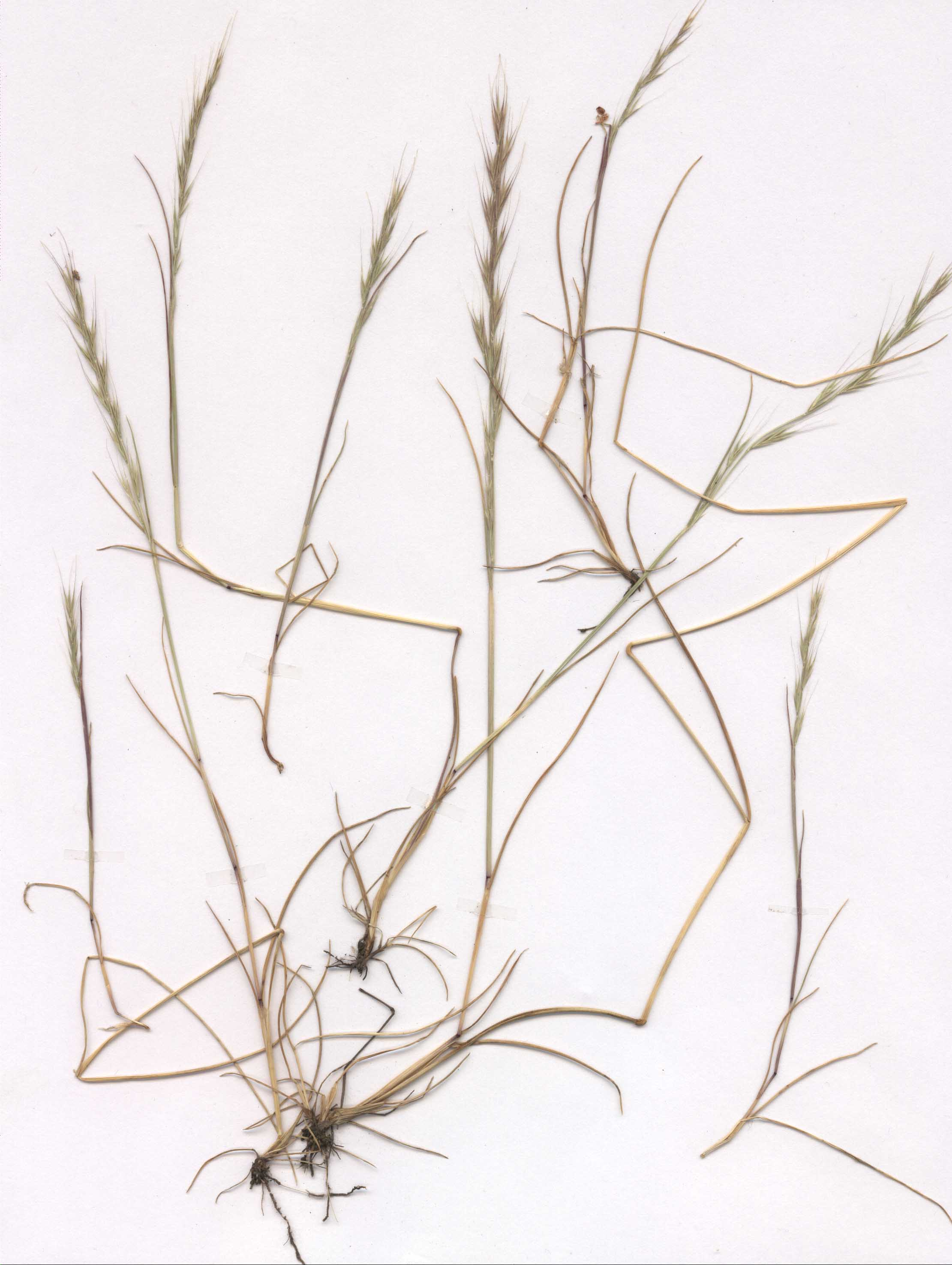
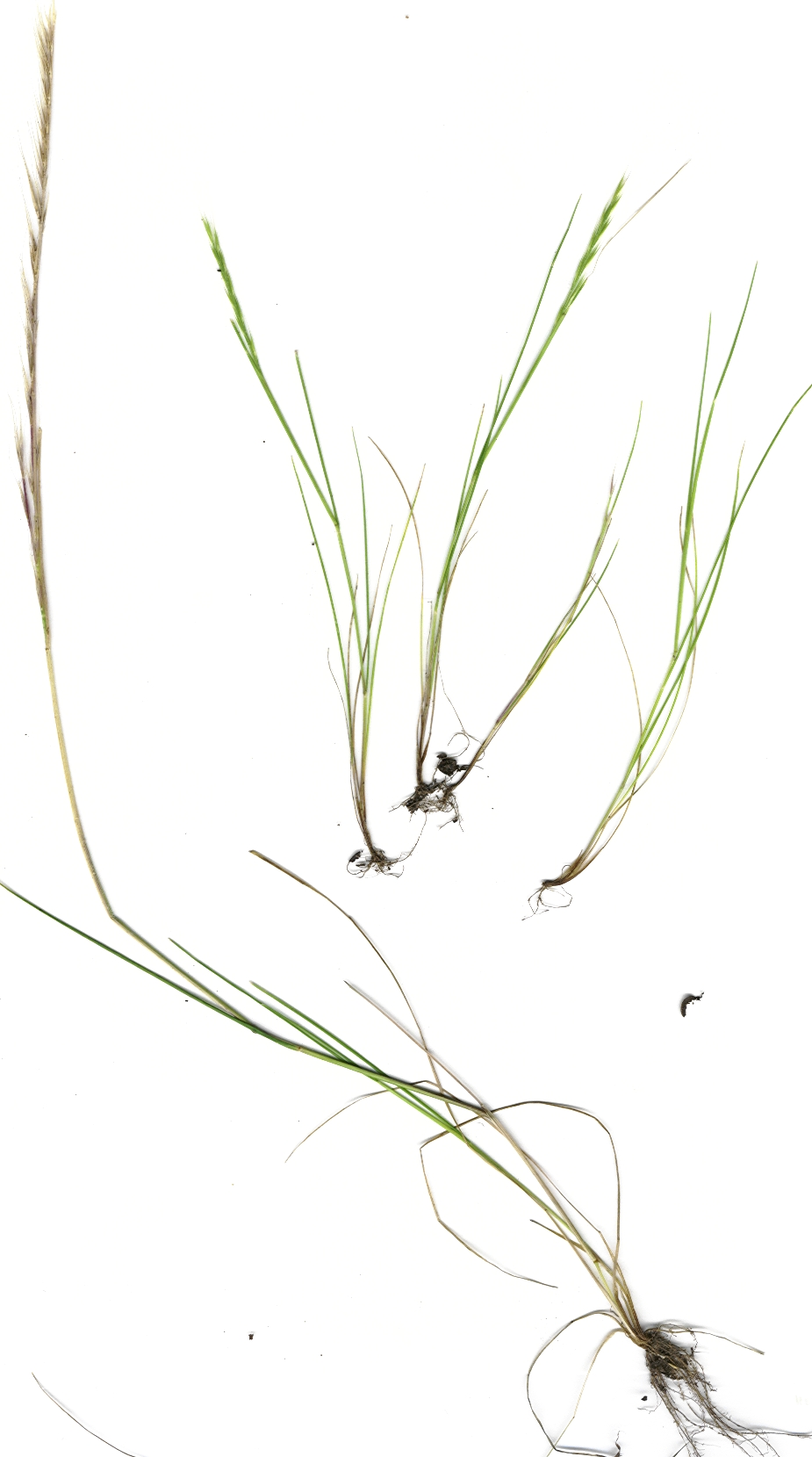
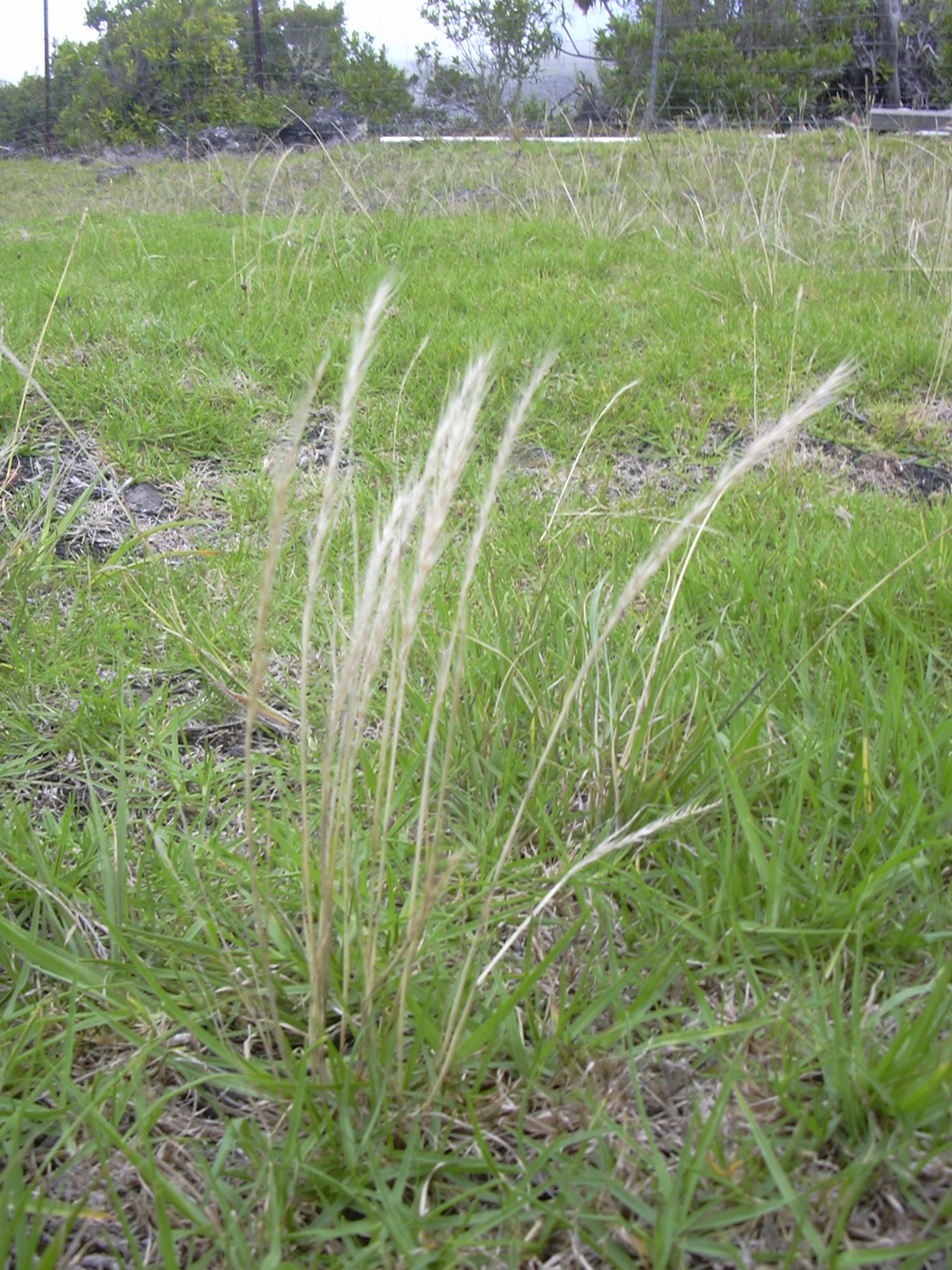
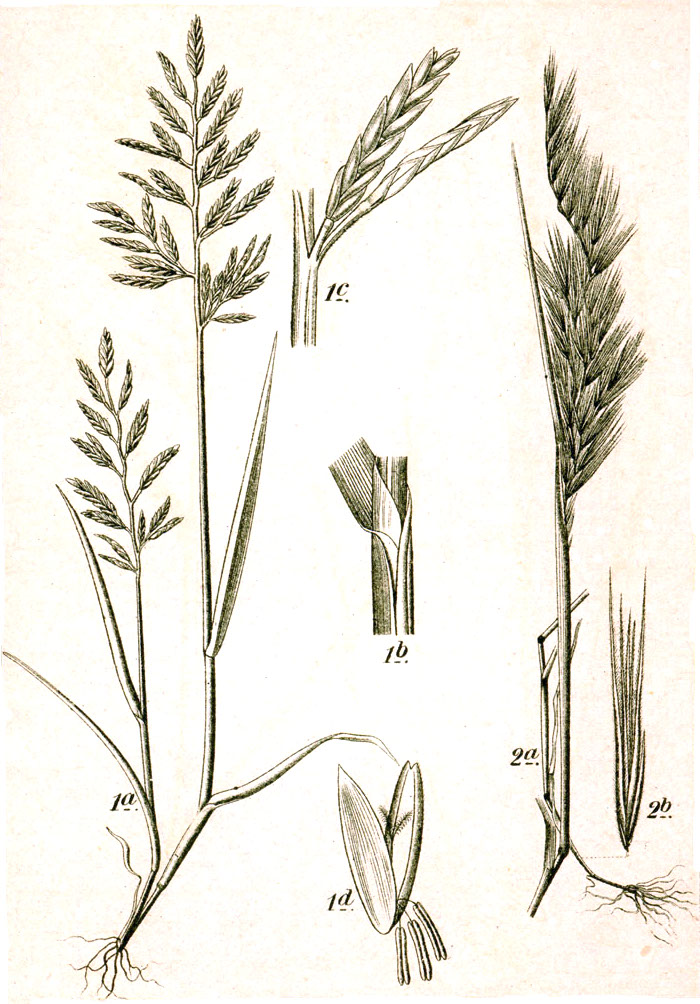